# Apostel-Paulus-Kirche (Berlin-Schöneberg)

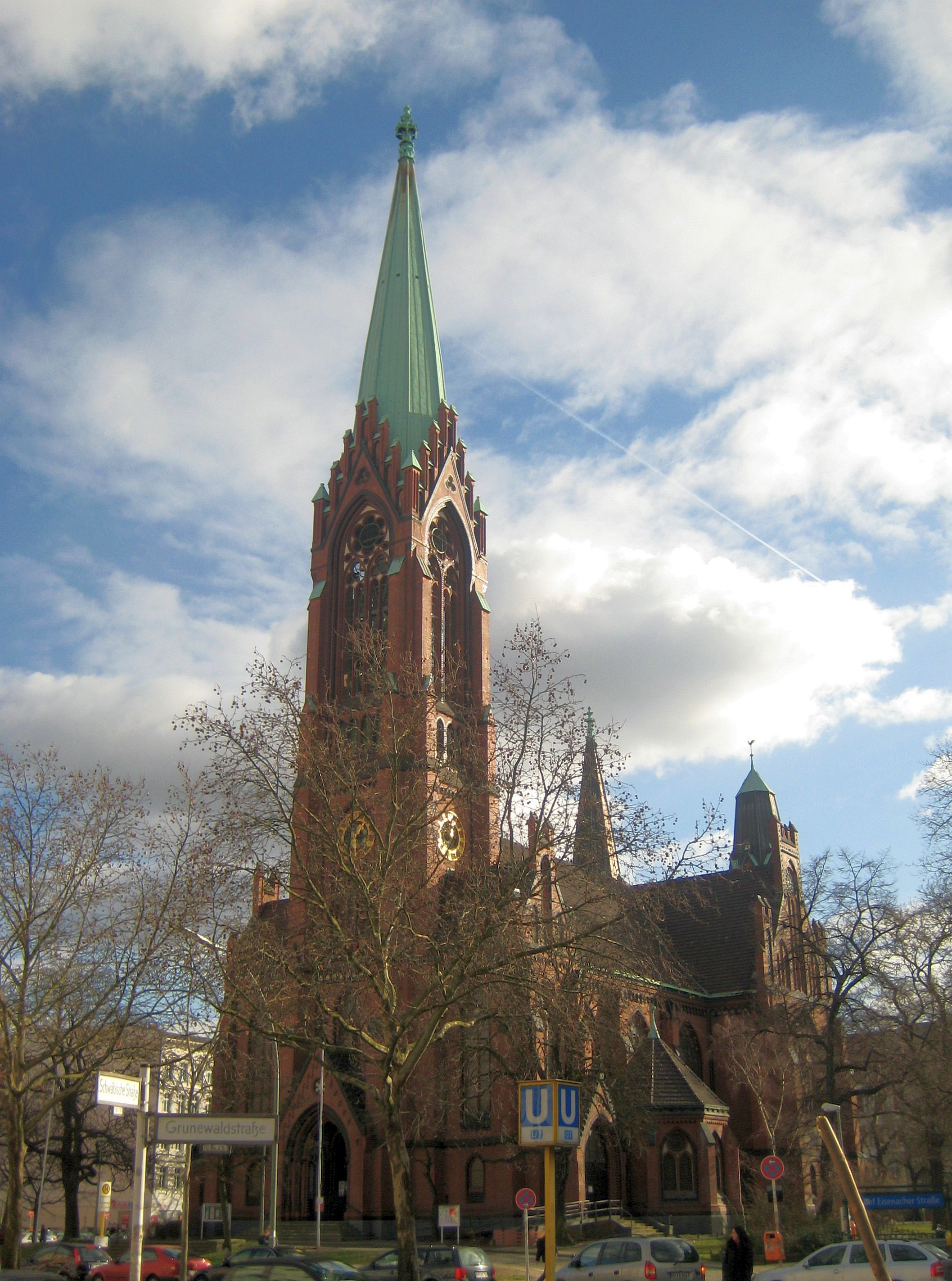
Apostel-Paulus-Kirche

Die Apostel-Paulus-Kirche ist eine evangelische Kirche in der Akazienstraße im Berliner Ortsteil Schöneberg. Sie entstand von 1892 bis 1894 am damaligen Prinz-Heinrich-Platz als dreischiffige Hallenkirche nach Entwürfen des Berliner Architekten Franz Schwechten und wurde am 29. Dezember 1894 eingeweiht. Die neogotische Architektur zeigt deutliche Anklänge an die märkische Bautradition.
Die Kirchengemeinde Apostel Paulus ist heute eine Gemeinde im Kirchenkreis Tempelhof-Schöneberg des Sprengels Berlin in der Evangelischen Kirche Berlin-Brandenburg-schlesische Oberlausitz.

## Geschichte und Beschreibung
Bereits 1887 fanden erste Planungen für den Neubau einer Kirche in Schöneberg statt. Begünstigt durch die Nähe zu Berlin und die Lage an der Verbindungsstraße von Berlin nach Potsdam, entwickelte sich die Bevölkerung von Alt-Schöneberg (1858 mit 6.929 Einwohnern) und von Neu-Schöneberg (1858 mit 773 Einwohnern) sehr rasch. Die Bevölkerung der 1875 aus Alt- und Neu-Schöneberg zur selbstständigen Landgemeinde Schöneberg vereinigten Dörfer wuchs bis 1895 auf 62.695 und bis 1919 auf 175.093. Die Alte Dorfkirche war als Schönebergs einziges Sakralbauwerk nicht mehr ausreichend.
Der Kirchenbauverein lobte 1890 einen Architekturwettbewerb aus, an dem neben Franz Schwechten die Architekten Carl Doflein und Friedrich Schulze teilnahmen. Auf Entscheidung von Kaiserin Auguste erhielt Schwechten, späterer königlicher Baurat und Mitglied der Bauakademie den ersten Preis. Zeitgleich betreute der Architekt noch den Bau der Kaiser-Wilhelm-Gedächtniskirche. Sein endgültiger Entwurf für die Apostel-Paulus-Kirche sah eine dreischiffige Hallenkirche aus rotem Backstein vor, die in ihrer historistischen Formensprache vom regionalen mittelalterlichen Stil der Mark Brandenburg inspiriert ist. Bei der Einweihung am 29. Dezember 1894 fasste die Kirche 1500 Sitzplätze.
Die Kirchengemeinde Apostel Paulus wurde als Tochter der Kirchengemeinde Alt-Schöneberg erst 1913 von dieser unabhängig. Im Zweiten Weltkrieg wurde die Kirche Anfang 1944 bei einem alliierten Luftangriff durch Brandbomben schwer beschädigt. Nach der Wiederherstellung wurde sie am 1. Mai 1949 erneut eingeweiht.

### Weitere Gemeindegeschichte
Am 6. Mai 1923 trat Eitel-Friedrich von Rabenau seine Stelle als zweiter Pastor an der Apostel-Paulus-Kirche an, wo er bis 1954 amtierte. In seiner Gemeinde pflegte er intensive persönliche Beziehungen zu den einzelnen Mitgliedern, unterstützt durch einen Gemeindehelferkreis. In der Weltwirtschaftskrise ab 1929 baute Rabenau einen Erwerbslosen-Männerkreis auf, dem verschiedene andere Jugend-Gemeindekreise (Schülerbibelkreis, CVJM, Pfadfinder) folgten.
Ab 1931 begann Rabenau – auch im Zusammenhang der lutherischen Sydower Bruderschaft – sich mit völkischen Nationalisten auseinanderzusetzen. Bei den regulären altpreußischen Kirchenwahlen im November 1932 trat Rabenau mit seinen Zwölf Leitsätzen für die Arbeit der evangelischen Kirche in der Gegenwart Wilhelm Kubes Glaubensbewegung Deutsche Christen (DC) entgegen. Darin legte er ein klares Bekenntnis zu Jesus von Nazareth ab, der einzige Maßstab für Kirche und Christsein sei. „Die Gemeinde“, so Rabenau, „werde notwendigerweise durch das Wort zu einer Tatgemeinschaft, in der umfassender Bruderdienst geübt werde.“ Rabenau wurde Mitglied der Jungreformatorischen Bewegung. Die Glieder der Apostel-Paulus-Kirchengemeinde stimmten im November 1932 nur mit einer Minderheit von 33,3 % der Stimmen für Deutsche Christen im Gemeindekirchenrat der Apostel-Paulus-Gemeinde.

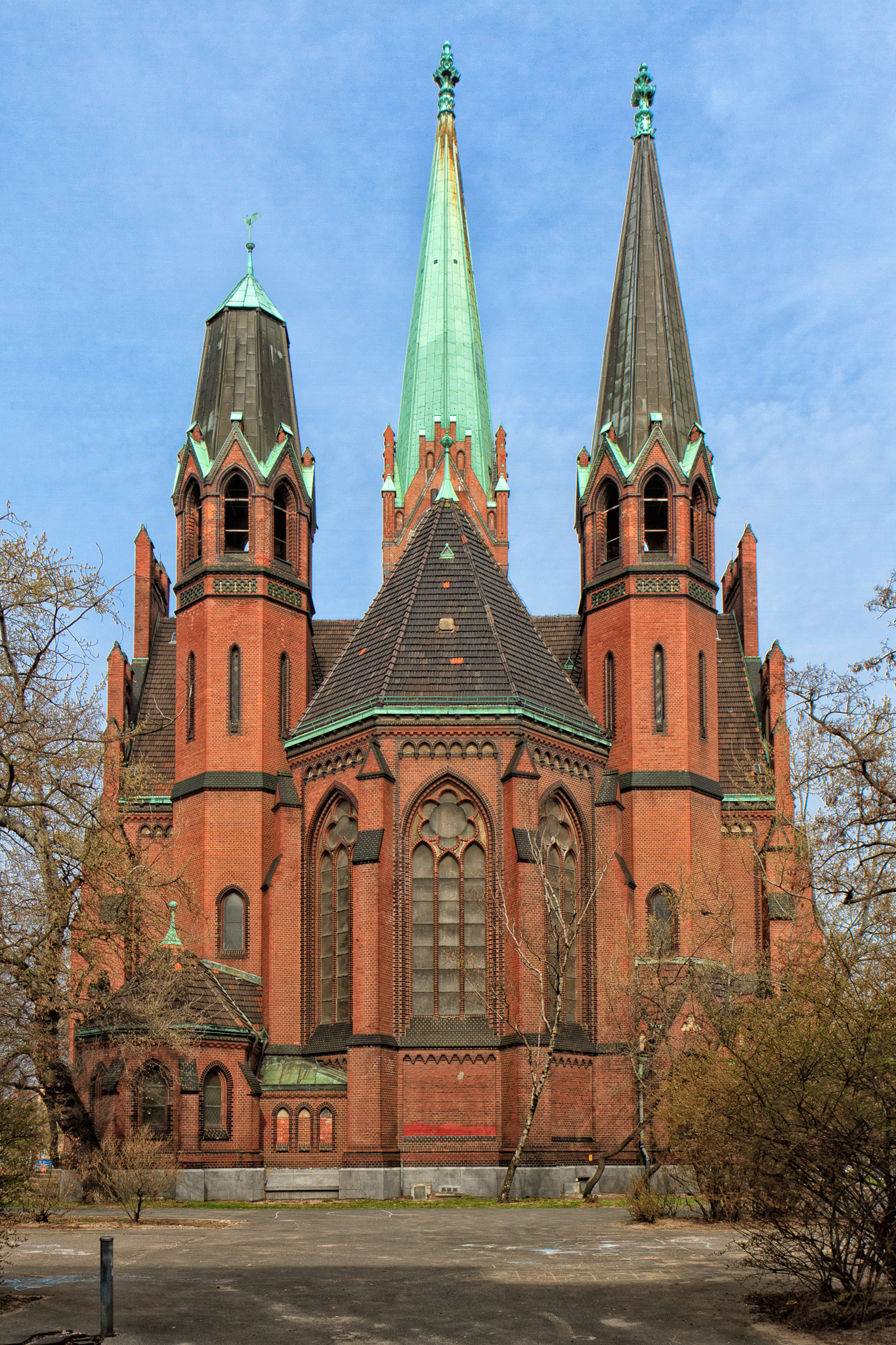
Apostel-Paulus-Kirche (Südseite)

Am 24. Juni 1933 hob der preußische Kultusminister Bernhard Rust das Selbstbestimmungsrecht der Evangelischen Kirche der altpreußischen Union auf und unterwarf sie dem Staatskommissar August Jäger. Zu diesem Anlass hielten Rabenau und weitere Pastoren „am 2. Juli 1933 statt eines vom EOK angeordneten Dankgottesdienstes einen Buß- und Bittgottesdienst und unterzeichneten einige Tage später einen Protestbrief gegen Jäger.“ Adolf Hitler zwang allen Landeskirchen in Deutschland eine kirchenordnungswidrige Neuwahl der Ältesten (bzw. Presbyter) und Synodalen für den 23. Juli 1933 auf.
Rabenau schloss sich der neuen Kirchenpartei Evangelische Kirche an, die sich für die Kirchenwahlen als Opposition gegen die DC zwangsweise zusammengefunden hatte. Noch kurz vor der Wahl verfügte die Gestapo eine Namensänderung der Kirchenpartei, die sich daraufhin Evangelium und Kirche nannte, und beschlagnahmte alle unter dem verbotenen Logo gedruckten Wahlunterlagen und Plakate sowie die Druckerei, die die Gruppe genutzt hatte, um einen Neudruck zu unterbinden.
Die massive, von Staat und NSDAP propagandistisch geschürte Mobilisierung protestantischer Nazis, die meist schon seit Jahren keine Gottesdienste mehr besucht, geschweige denn an Kirchenwahlen teilgenommen hatten, bewirkte eine außerordentlich hohe Wahlbeteiligung mit der Folge, dass Deutsche Christen – von wenigen Ausnahmen abgesehen  – im Schnitt 70–80 % der Ältesten und Synodalen stellten. Auch die Stimmberechtigten der Apostel-Paulus-Kirchengemeinde wählten diesmal mit einer Mehrheit von 60 % der Stimmen Vertreter der DC in den Gemeindekirchenrat.
Wegen seiner kritischen Haltung wurde Rabenau im November 1933 zweimal für kurze Zeit vom Amt suspendiert und durch einen DC-Hilfsprediger vertreten. Dieser wechselte Ende 1934 allerdings selbst zur Bekennenden Kirche (BK), wie auch einer der beiden anderen Gemeindepastoren. Rabenau konnte schließlich die Apostel-Paulus-Gemeinde gewinnen. Viele DC-Vertreter hatten sich in Streitigkeiten innerhalb ihrer Bewegung und mit der BK ermüdet und verschlissen und frustriert aus der Gremienarbeit zurückgezogen. 1939 schließlich bekannte sich die Apostel-Paulus-Gemeinde zur BK und schloss sich dem von Superintendent Martin Albertz initiierten Bund der Notgemeinden an, den Rabenau für einige Zeit leitete.

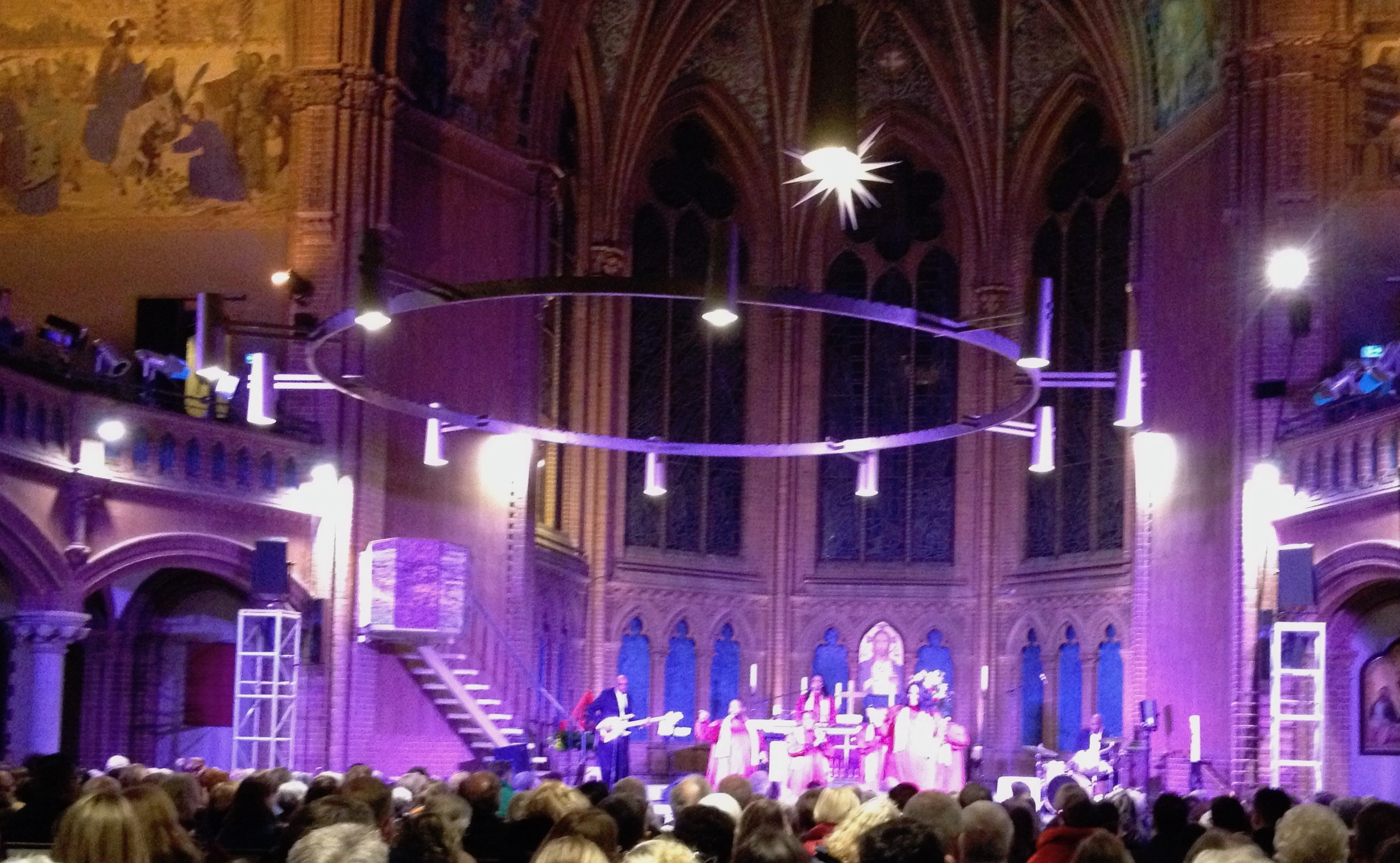
Gospelchor in der Vorweihnachtszeit, 2019

Rabenau wollte den Kirchenkampf auf die politische Ebene tragen. Zu diesem Zweck gründete er den Arbeitskreis gebildeter Laien, an dem sich unter anderem Rudolf Smend, Oskar Hammelsbeck, Geheimrat Heinrich Quaatz und Else Meyer-Waldeck beteiligten. Nachdem die Nazis die olympische Schonzeit beendet hatten, weiteten sie 1937 ihre Verfolgungen in Deutschland wieder aus. Am 23. Juni 1937 verhaftete die Gestapo Rabenau und sieben weitere Mitglieder des Reichsbruderrates aus einer Tagung in der Berliner Friedrichswerderschen Kirche heraus. Nach Verhören und kurzer Haft kam Rabenau wieder frei. Im September 1938 hielt Rabenau – wie von der zweiten Vorläufigen Kirchenleitung der BK angesichts der Kriegsgefahr empfohlen – einen Liturgie-Gottesdienst in der Apostel-Paulus-Kirche, woraufhin er von der offiziellen zerstörten Kirchenleitung suspendiert und sein Gehalt gesperrt wurde. Sein Salär bestritt von nun an die BK aus Kollekten und Beiträgen.
Nachdem Juden und Christen überwiegend jüdischer Abkunft ab 1. September 1941 den Gelben Stern tragen mussten, waren sie als Kirchgänger am Stern leicht auszumachen. Am 22. Dezember 1941 rief die zerstörte Deutsche Evangelische Kirche (DEK) die Kirchen dazu auf, geeignete Maßnahmen zu treffen, Sternträger von allen kirchlichen Veranstaltungen auszuschließen. Das war mit Rabenau nicht zu machen, sodass Sternträger in der Apostel-Paulus-Kirche willkommen blieben. Rabenau bemühte sich während des sich verschärfenden Kriegs die Gemeinde- und Seelsorgearbeit aufrechtzuerhalten.
Im Jahr 2014 gab Rufus Wainwright in der Kirche das einzige Deutschland-Konzert seiner Tournee Vibrate: The Best of Rufus Wainwright.

## Architektur

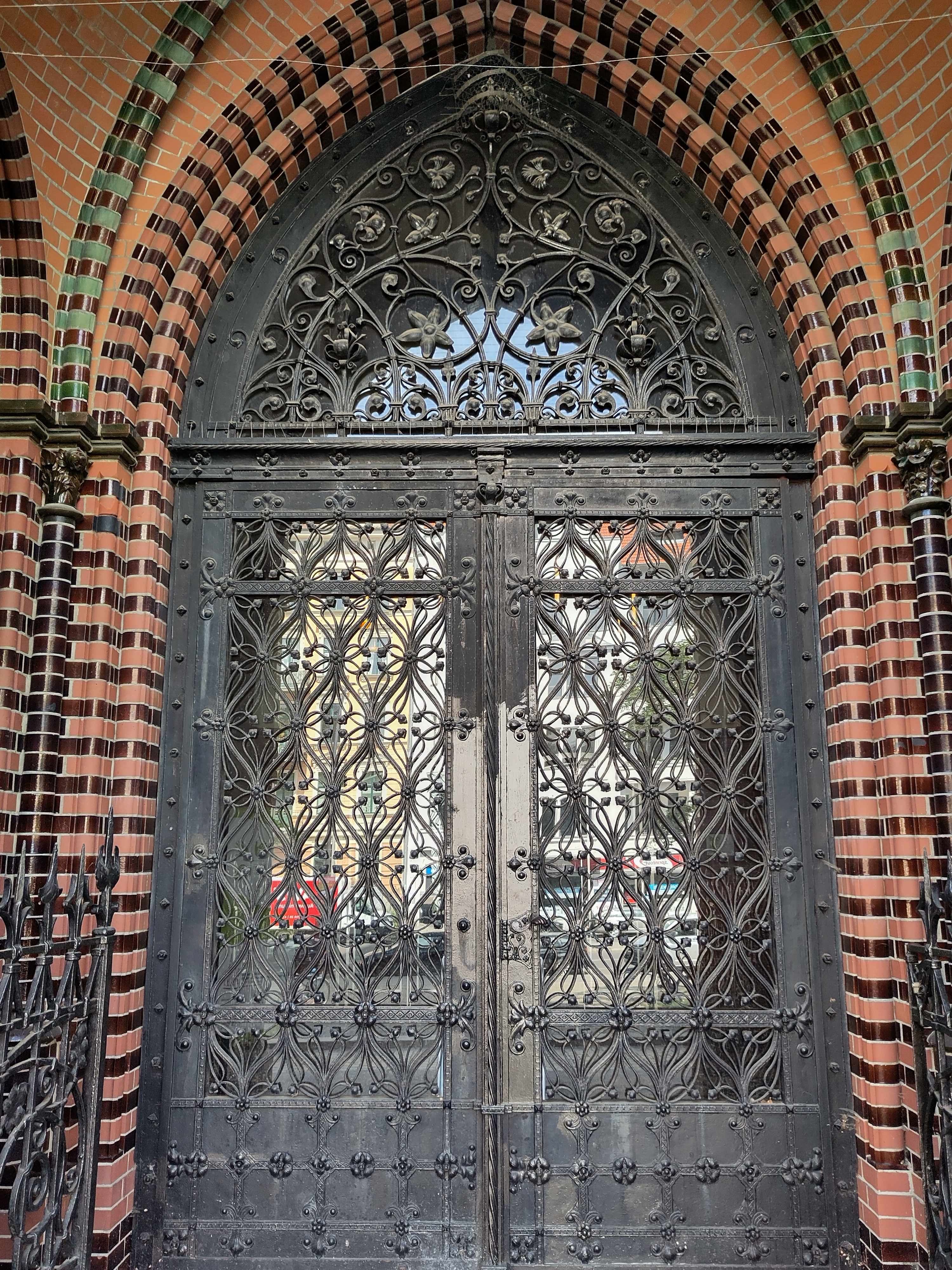
Portaltür

Die dreitürmige Kirche berücksichtigt in Grundriss und Konstruktion sowohl die Berliner Schinkelschule als auch die Hannoversche Architekturschule. Als Grundriss für die Hallenkirche wählte Schwechten ein lateinisches Kreuz. Die  Kirche verfügt über drei Joche, die im Inneren durch Sterngewölbe überspannt werden. Die beiden Seitenschiffe sind durch Arkaden und darüberliegende Emporen durchgliedert. Letztere sind durch farbige Wandmalereien, die biblische Motive zeigen, ausgemalt. Auf der Empore im ersten Joch des Langhauses befindet sich Orgel aus dem Jahr 1964, die das kriegszerstörte Vorgängermodell ersetzt. Im Süden liegt der fünfseitige Chor mit Altar, ihm gegenüber der 85 Meter hohe Turm, in dem drei Bronzeglocken hängen. Sein Glockengeschoss wird durch Arkaden aufgebrochen, die mit Maßwerk verziert sind. Während Staffelgiebel als Abschluss der Fassade um die Turmhaube herum angeordnet sind, wird die Spitze durch eine Kreuzblume bekrönt. Das südliche Pendant zum nördlichen Hauptturm bilden zwei schlichtere kleinere Türme, die beidseits der Apsis angeordnet sind. Die Kirche kostete 630.000 Mark (kaufkraftbereinigt in heutiger Währung: rund 5,37 Millionen Euro) und hatte damals 1500 Plätze (heute nur noch 1200). 1919 wurde die Vorhalle zu einer Gedächtnishalle für die Gefallenen des Ersten Weltkriegs umgestaltet.
Das Hauptportal an der Grunewaldstraße ist als Spitzbogen ausgebildet, das sich durch eine gotische Säulenordnung und teils farbige Glasurziegel hervorhebt. Das schmiedeeiserne Schutzgitter des Königlichen Hofkunstschlossers Paul Marcus ist erhalten. Das hohe Triumphkreuz, das seinen Platz früher auf einer Holzsäule hinter dem Altar hatte, wurde an die linke Seite des Kirchenschiffs versetzt. Das Material für die Platte des neuen Altars stammt vom alten Altar, das der neuen Taufe vom Sockel der alten Kanzel. Die ursprüngliche Ausmalung der Kirche ist teilweise erhalten. Die Fresken wurden von den Charlottenburger Dekorationsmalern Gathemann & Kellner angefertigt. Die Glasmalereien der Apostel-Paulus-Kirche haben den Krieg überstanden, allerdings nicht unbeschädigt. Um 1960 entstanden drei moderne Altarfenster; sie entwarf Alfred Kothe. 1960–1961 wurde die Kirche im Innern durch Werner Gabler umgestaltet.

## Geläut
| Glocke | Gießer                             | Gussjahr | Schlagton | Gewicht (kg) | Durchmesser (cm) | Höhe (cm) | Inschrift |
| ------ | ---------------------------------- | -------- | --------- | ------------ | ---------------- | --------- | --- |
| 1.     | Franz Schilling                    | 1894     | cis'      | 1465         | 139              | 110       | ROEMER 5.5 DASS MENSCH LAEST. NICHT. ZU. SCHANDEN. WERDEN.                                                               |
| 2.     | Glocken- und Kunstgießerei Rincker | 1958     | gis°      | 3854         | 186              | 160       | SO HALTEN WIR NUN DAFÜR,/ DASS DER MENSCH GERECHT WERDE OHNE DES GESETZES WERKE,/ ALLEIN DURCH DEN GLAUBEN. / RÖM. 3,28. |
| 3.     | Glocken- und Kunstgießerei Rincker | 1958     | h°        | 2506         | 164              | 150       | DIE LIEBE CHRISTI DRINDET ALSO UNS.                                                                                      |

## Orgel

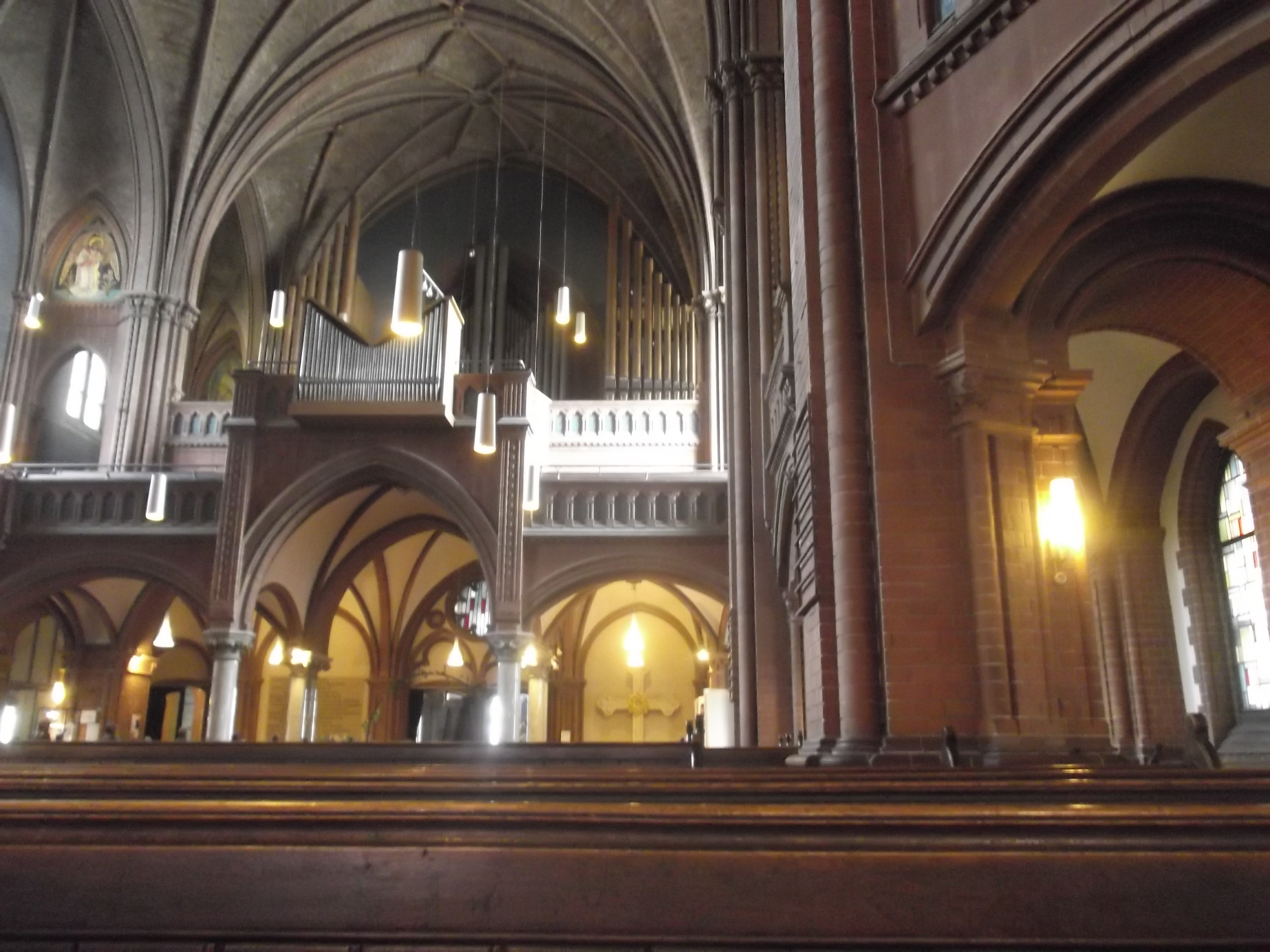
Innenansicht mit Blick zur Orgel

Die Kirche erhielt 1894 eine Orgel von Wilhelm Sauer, die 60 klingende Register auf drei Manualen und Pedal besaß. Da diese durch Kriegsschäden unbrauchbar geworden war, erhielt die Kirche 1964 eine neue Orgel der Firma E. F. Walcker & Cie. Das Schleifladen-Instrument hat 38 Register (ca. 2700 Pfeifen) auf drei Manualen und Pedal. Die Spiel- und Registertrakturen sind elektrisch.
| I Rückpositiv C– |                |        |
| 1.               | Gedackt        | 08′    |
| 2.               | Prinzipal      | 04′    |
| 3.               | Waldflöte      | 02′    |
| 4.               | Quinte         | 01 ⁄2′ |
| 5.               | Spitzflöte     | 01′    |
| 6.               | Terzzimbel III |        |
| 7.               | Krummhorn      | 08′    |
|                  | Tremulant      |        |

| II Hauptwerk C– |                |        |
| 8.              | Prinzipal      | 16′    |
| 9.              | Prinzipal      | 08′    |
| 10.             | Rohrflöte      | 08′    |
| 11.             | Oktave         | 04′    |
| 12.             | Blockflöte     | 04′    |
| 13.             | Nassat         | 02 ⁄3′ |
| 14.             | Oktave         | 02′    |
| 15.             | Mixtur V–VI    |        |
| 16.             | Scharff III–IV |        |
| 17.             | Trompete       | 08′    |

| III Schwellwerk C– |                |         |
| 18.                | Prinzipalflöte | 08′     |
| 19.                | Prinzipal      | 04′     |
| 20.                | Nachthorn      | 04′     |
| 21.                | Quinte         | 02 1⁄2′ |
| 22.                | Bachflöte      | 02′     |
| 23.                | Terz           | 01 3⁄5′ |
| 24.                | Sextan II      |         |
| 25.                | Scharff V      |         |
| 26.                | Dulzian        | 16′     |
| 27.                | Regal          | 08′     |
|                    | Tremulant      |         |

| Pedal C– |                  |         |
| 28.      | Prästant         | 16′     |
| 29.      | Subbass          | 16′     |
| 30.      | Nasat            | 10 2⁄3′ |
| 31.      | Oktavbass        | 08′     |
| 32.      | Gedacktpommer    | 08′     |
| 33.      | Rohrpfeife       | 04′     |
| 34.      | Mixtur VI        |         |
| 35.      | Rauschpfeife III |         |
| 36.      | Posaune          | 16′     |
| 37.      | Trompete         | 08′     |
| 38.      | Cornett          | 02′     |

- Koppeln: I/II, III/II, I/P, II/P, III/P
- Spielhilfen: zwei freie Kombinationen, Zungenabsteller, Tutti